# Glasgow Fechtbuch
Glasgow Fechtbuch (MS E.1939.65.341 i R. L. Scott Collection på Glasgow Museums i Glasgow, Skotland) er en fægtebog om den tyske fægteskole, der er dateret til 1505.
Manuskriptet består af 105 folia, og kombinerer instruktioner fra forskellige fægtemestre fra 1400-tallet, der videreførte Johannes Liechtenauers fægtetradition. Den er sandsynligvis baseret på en tidligere samling, der blev fremstillet af fægtemesteren Sigmund Schining ein Ringeck.

## Indhold
Blossfechten (langsværd og messer)
- 1r - 22r	Gennemgang af Liechtenauer's langsværd Blossfechten af Ringeck (fragment)
- 22v - 24r	 Yderligere langsværdsmateriale af  Ringeck
- 24v - 25r	 Langsværd af Martin Syber
- 25v - 26v  Messer-afhandling
- 27r - 29v	 Yderligere langsværdsmateriale af Andres Juden, Jobs von der Nyssen, Nicolas Preussen og Hans Döbringer (viz., det samme "andre mestre" som omtales i MS 3227a)
- 35r	 (billede af en siddende fægtemster, muligvis Liechtenauer, der minder om afbildningen i Cod. 44 A 8)

Ringen (grappling)
- 35v - 56r	Grappling
- 64r - 66r	 Grappling af Andre Liegnitzer
- 67r - 73v	 Grappling af Ott Jud

Rossfechten (kamp til hest)
- 74r - 82r	 Anonym gennemgang af Liechtenauers Rossfechten

Kampffechten (kamp i rustning) og daggert
- 83r	Gennemgang af Liechtenauer's Kampffechten af Ringeck (et afsnit)
- 83r - 95v	 Anonym gennemgang af Liechtenauer's Kampffechten (kamp i rustning)
- 95v - 97v	Daggert af Martin Hundfeld
- 97v - 100r    Daggert-afhandling
- 100v - 104v	Kamp i rustning af Martin Hundfeld

Sword and buckler
- 105r - 105v	Sværd og buckler af Andre Liegnitzer